# Pain pour le prochain
 (septembre 2021).
Notes
Mandatée par l'Église évangélique réformée de Suisse (EERS)
Membre de la communauté de travail Alliance Sud
Pain pour le prochain (en allemand : Brot für Alle, en italien : Pane per tutti) est une fondation caritative protestante suisse. Elle est mandatée par l'Église évangélique réformée de Suisse.

## Missions de l'association
- Politique de développement : Pain pour le prochain s’engage pour des structures sociales, politiques et économiques favorisant un développement mondial durable ouvrant une perspective aux pauvres. La fondation informe l’espace public et influence les décideurs politiques et économiques. Elle s’engage pour un système économique international équitable, pour le droit à l’alimentation, pour la justice face au changement climatique, pour une responsabilité en entreprise écologique et sociale et pour des relations financières équitables et transparentes.

- Recherche de fonds : L'association soutient environ 350 projets et programmes de développement en Asie, en Amérique latine et en Afrique. Ils permettent aux populations bénéficiaires d’obtenir l’autonomie nécessaire pour améliorer leurs conditions de vie dans les domaines de l’agriculture, l’accès à l’eau, aux soins médicaux et à l’éducation. Plusieurs projets sont en lien direct avec les axes de la politique de développement.

- Information/formation : Elle accomplit du travail d’information et de formation pour amener les citoyens du Nord à créer, solidairement et communautairement, un monde plus juste. L’élément central est la campagne www.droitalimentation.ch, qui sensibilise le public à des thèmes actuels Nord-Sud, durant le temps de Carême précédant Pâques. Durant cette période, Pain pour le prochain travaille étroitement en collaboration avec l’organisation catholique Action de Carême.

- Garantie de la qualité et conseil : La fondation Pain pour le prochain s’engage pour la qualité des projets et soutient ses partenaires en ce qui concerne le contrôle qualité. L’organisation établit des critères de qualité et garantit leur utilisation. Pain pour le prochain est dans ce domaine en contact étroit avec la Direction du développement et de la coopération (DDC). Elle est reconnue par le label de qualité ZEWO.

Pain pour le prochain fait partie des cofondateurs des labels et des initiatives de commerce équitable Max Havelaar, Claro, STEP, Clean Clothes Campaign et TerrEspoir.

## Historique
Les origines de la fondation remontent à une campagne de dons conduite en 1961 sous le nom de Brot für Brüder  (Pain pour les frères en allemand), qui fut répétée de 1965 à 1966 et de 1969 à 1970. Elle fut transformée en une institution permanente en 1971. Les dons sont allés à l’Entraide protestante suisse (EPER) et à la Société missionnaire évangélique (aujourd’hui Mission 21). 
En 1970, Pain pour le prochain a fondé, avec les organisations caritatives Swissaid et Action de Carême, une communauté de travail en politique de développement, qui ont donné naissance aux premières associations Magasins du Monde et à laquelle se sont jointes les organisations caritatives Helvetas en 1971, Caritas Suisse en 1992 et EPER en 2003. Connue depuis 2005 sous le nom Alliance Sud, le but de cette communauté de travail est d’influencer la politique suisse en faveur des pays pauvres et de leur population. 
Depuis 1969, l'association est partenaire d'une campagne annuelle œcuménique annuelle qui se déroule pendant le temps de carême précédant Pâques